# 湯梨浜町立東郷小学校
湯梨浜町立東郷小学校（ゆりはまちょうりつ とうごうしょうがっこう）は、鳥取県東伯郡湯梨浜町にある公立小学校。

## 概要
2005年、旧東郷・花見・桜の3校を廃止・統合して開校した。

## 沿革
本項では統合前の旧・東郷小学校ついても記述する。
統合前
- 1873年（明治6年）3月 - 高辻学校創設。
- 1876年（明治9年）4月 - 移転し、小鹿谷小学校と改称。
- 1878年（明治11年）4月 - 田畑分校を開設。
- 1882年（明治15年）9月 - 松崎小学校、小鹿谷・田畑・川上分校設立。
- 1883年（明治16年）6月 - 小鹿谷分校を本校として独立、田畑分校を付属する。
- 1884年（明治17年） - 田畑分校を廃止。
- 1887年（明治20年）3月 - 小鹿谷尋常小学校と改称。
- 1889年（明治22年）4月 - 簡易小学校を併置。
- 1890年（明治23年）6月 - 小鹿谷尋常・簡易小と川上簡易小を合併して東郷尋常小学校を開設。
- 1891年（明治24年）4月 - 旧校地（現・湯梨浜中・高所在地）に新築移転。
- 1894年（明治27年）7月 - 補習科を併置。
- 1897年（明治30年）9月 - 高等科を設置、東郷尋常高等小学校と改称。
- 1900年（明治33年）1月 - 裁縫科を開設。
- 1918年（大正7年）7月 - 東郷農業補習学校の設立認可を受ける。
- 1921年（大正10年）7月 - 東郷青年学校を併置。
- 1941年（昭和16年）4月1日 - 国民学校令により東郷国民学校と改称。
- 1947年（昭和22年）4月1日 - 学制改革により東郷村立東郷小学校と改称。
- 1951年（昭和26年）3月5日 - 東郷村と松崎村が合併し東郷松崎町発足に伴い、東郷松崎町立東郷小学校と改称。
- 1953年（昭和28年）4月1日 - 東郷松崎町・舎人村・花見村が合併し東郷町発足に伴い、東郷町立東郷小学校と改称。
- 2004年（平成16年）10月1日 - 東郷町・泊村・羽合町が合併し、湯梨浜町発足に伴い湯梨浜町立東郷小学校と改称。
- 2005年（平成17年）3月31日 - 閉校。

統合後
- 2005年（平成17年）4月1日 - 旧東郷小学校・花見小学校・桜小学校を統合し、現在地に新校舎を建設し開校。
- 2006年（平成18年）4月 - 旧東郷小学校校舎を利用して私立湯梨浜中学校・高等学校が開校。

## 登校地域
宮内、藤津、野方、白石、方地、漆原、北福、引地、小鹿谷、田畑、国信、別所、方面、高辻、川上、久見、中興寺、旭、松崎、長和田、門田、長江、佐美、埴見、羽衣石、野花、龍島

## 進学先中学校
- 湯梨浜町立湯梨浜中学校

## 交通アクセス
- JR山陰本線 松崎駅より1.2 km。

## 校区内の主な施設
- 燕趙園
- 東郷池
- 東郷温泉